# Lori bru
El lori bru (Chalcopsitta duivenbodei) és una espècie d'ocell de la família dels psitàcids que habita la selva humida del nord de Nova Guinea. És endèmica de la península de Huon.

## Descripció
El Lori Bru pot arribar als 31 cm de longitud i un pes entre 200 i 300 grams.
La part inferior de les ales és de color groc brillant, vist frontalment el groc envolta totalment el pic i el front, el color violeta o blau profund domina la part baixa de l'espatlla, cuixes i plomes de la cua. Les puntes de les plomes del pit són grogues. El pic és negre, com l'anell ocular i la pell de la base del pic. L'iris és vermell ataronjat i les potes de color gris.
No hi ha dimorfisme sexual, les femelles són idèntiques als mascles.
La seva vocalització és aspre, lleugerament musical, amb diverses tons xiulants i xisclants.

## Hàbitat
Boscos primaris i secundaris de grans arbres són el seu hàbitat més freqüentat. Aprecien especialment els llindars de les zones boscoses, també es poden trobar en boscos parcialment oberts.
El Lori Bru és una au d'altituds baixes, generalment per sota dels 200 metres.
Acostumen a viure en parella o petits grups on sovint s'associen amb altres espècies de lloros o a prop d'arbres en flor.
Habitualment cerquen el menjar molt activament al dosser arbori i a la vegetació a nivell de terra. A la nit es retiren als dormitoris comuns a les branques.
El seu vol consisteix en un aleteig molt accentuat amb les puntes de les ales.

## Reproducció
La temporada de cria es produeix a l'abril. En captivitat, les femelles ponen generalment dos ous que coven durant aproximadament 24 dies. La durada total de la nidació és molt llarga, 11 setmanes des de la construcció del niu fins a la plena autonomia de les cries.

## Alimentació
S'alimenta de fruits, llavors i brots. Donat el fet que passa la major part del seu temps en els arbustos o arbres que floreixen, el pol·len i el nèctar han de ser un recurs essencial en la seva dieta.

## Conservació
Actual categoria de la Llista Vermella de la UICN: Preocupació Menor.
• Tendència de la població: Estable.
L'Espècie té una població global estimada en més de 50.000 individus.
Els boscos en tota la seva àrea de distribució es veuen amenaçats per la tala comercial, però l'abundància de l'espècie en boscos secundaris suggereix que no es veu amenaçada.
El fet que siguin capaços d'adaptar-se a les zones forestals explotades o degradades, és un senyal encoratjador i la marca de la salut relativa de l'espècie.

## Lori Bru en captivitat
Es tracta d'un ocell rar en captivitat, però la seva cria és fàcil.